# Bamba Dieng
Cheikh Ahmadou Bamba Mbacke Dieng (Pikine, 23 de marzo de 2000), más conocido como Bamba Dieng, es un futbolista senegalés que juega de delantero en el F. C. Lorient de la Ligue 1. Es internacional con la selección de fútbol de Senegal.

## Trayectoria
Comenzó su carrera deportiva en el Diambars FC senegalés, y en 2020 fichó por el Olympique de Marsella de la Ligue 1. Con el Marsella debutó el 10 de febrero de 2021, en un partido de la Copa de Francia frente al A. J. Auxerre.
En casi dos años disputó 54 encuentros con el conjunto marsellés, en los que anotó once goles, y el 27 de enero de 2023 fue traspasado al F. C. Lorient. Con este equipo marcó ocho tantos en la temporada 2023-24 y la siguiente fue cedido al Angers S. C. O.

## Selección nacional
Es internacional con la selección de fútbol de Senegal, con la que debutó el 9 de octubre de 2021 en un partido de clasificación para la Copa Mundial de Fútbol de 2022 frente a la selección de fútbol de Namibia.

### Goles internacionales
| N.º | Fecha                   | Lugar                                         | Oponente   | Marcador | Resultado | Competición      |
| --- | ----------------------- | --------------------------------------------- | ---------- | -------- | --------- | ---------------- |
| 1.  | 25 de enero de 2022     | Estadio Léopold Sédar Senghor, Dakar, Senegal | Cabo Verde | 2-0      | 2-0       | Copa África 2021 |
| 2.  | 25 de noviembre de 2022 | Estadio Al Thumama, Doha, Catar               | Catar      | 1-3      | 1–3       | Mundial 2022     |

## Clubes
| Club                     | País    | Año       |
| ------------------------ | ------- | --------- |
| Diambars FC              | Senegal | 2019-2020 |
| Olympique de Marsella    | Francia | 2020-2023 |
| F. C. Lorient            | Francia | 2023-act. |
| Angers S. C. O. (cedido) | Francia | 2024-2025 |

## Palmarés

### Títulos internacionales
| Título                    | Club (*)             | Sede    | Año  |
| ------------------------- | -------------------- | ------- | ---- |
| Copa Africana de Naciones | Selección de Senegal | Camerún | 2021 |

(*) Incluyendo la selección.